# 마그다 율린
마그다 마리아 헨리에타 율린(스웨덴어: Magda Maria Henrietta Julin, 1894년 7월 24일 ~ 1990년 12월 21일)은 스웨덴의 여자 피겨 스케이팅 선수이다. 그녀는 1920년 올림픽에서 금메달을 획득했다.

## 생애 및 선수경력
율린은 프랑스의 음악가 에두아르 모루아의 딸이었다. 그녀가 7세때 가족은 스웨덴으로 이주했다. 율린은 1913년 세계 선수권 대회에서 6위를 했다. 그녀가 1920년 하계 올림픽에 출전할 때 임신 3개월이었다.